# Обінг
Обінг (нім. Obing) — громада в Німеччині, розташована в землі Баварія. Підпорядковується адміністративному округу Верхня Баварія. Входить до складу району Траунштайн. Центр об'єднання громад Обінг.
Площа — 43,75 км2. Населення становить 4354 ос. (станом на 31 грудня 2020).